# Graville
Graville is een wijk en voormalige gemeente in de Franse stad Le Havre in het departement Seine-Maritime. Graville ligt in het oosten van de gemeente, op de noordoever van de Seine en vier kilometer oost-noordoost van de stadskern en Het Kanaal.

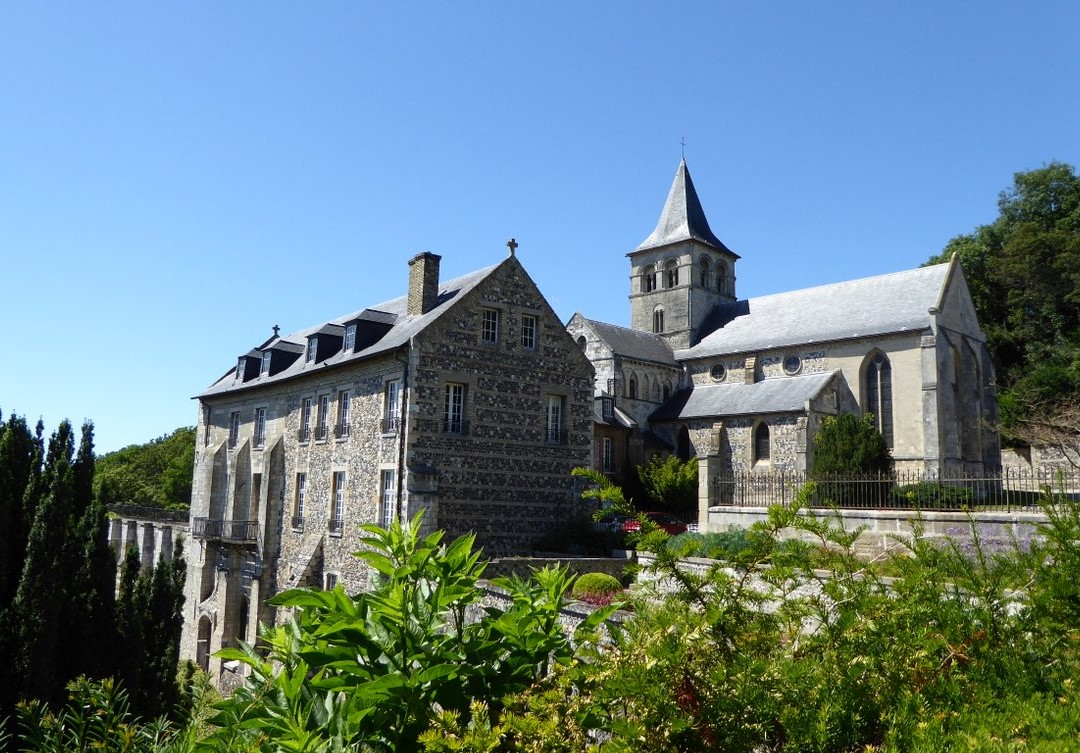
Abdij van Graville

## Geschiedenis
Oude vermeldingen van de plaats gaan terug tot de 1148 als Gerarvilla, een samenstelling van de persoonsnaam "Gerard" en het achtervoegsel "-villa", wat landgoed betekent. In de middeleeuwen werd hier de Abdij van Graville opgericht, gewijd aan de heilige Honorina van Graville. De 18de-eeuwse Cassinikaart duidt hier Graville aan.
Graville werd een gemeente op het eind van de 18de eeuw, toen het Franse gemeentestelsel geformaliseerd werd. Bij een verordening van 18 juli 1831 werd de gemeente L'Heure (of Leure) aangehecht bij Graville, dat de naam Graville-L'Heure kreeg, met Graville als hoofdplaats. In 1852 werd Leure weer afgesplitst en bij de gemeente Le Havre gehecht. De rest van de gemeente bleef zelfstandig als Graville-Sainte-Honorine. In 1919 werd de gemeente helemaal opgeheven en bij Le Havre gevoegd.

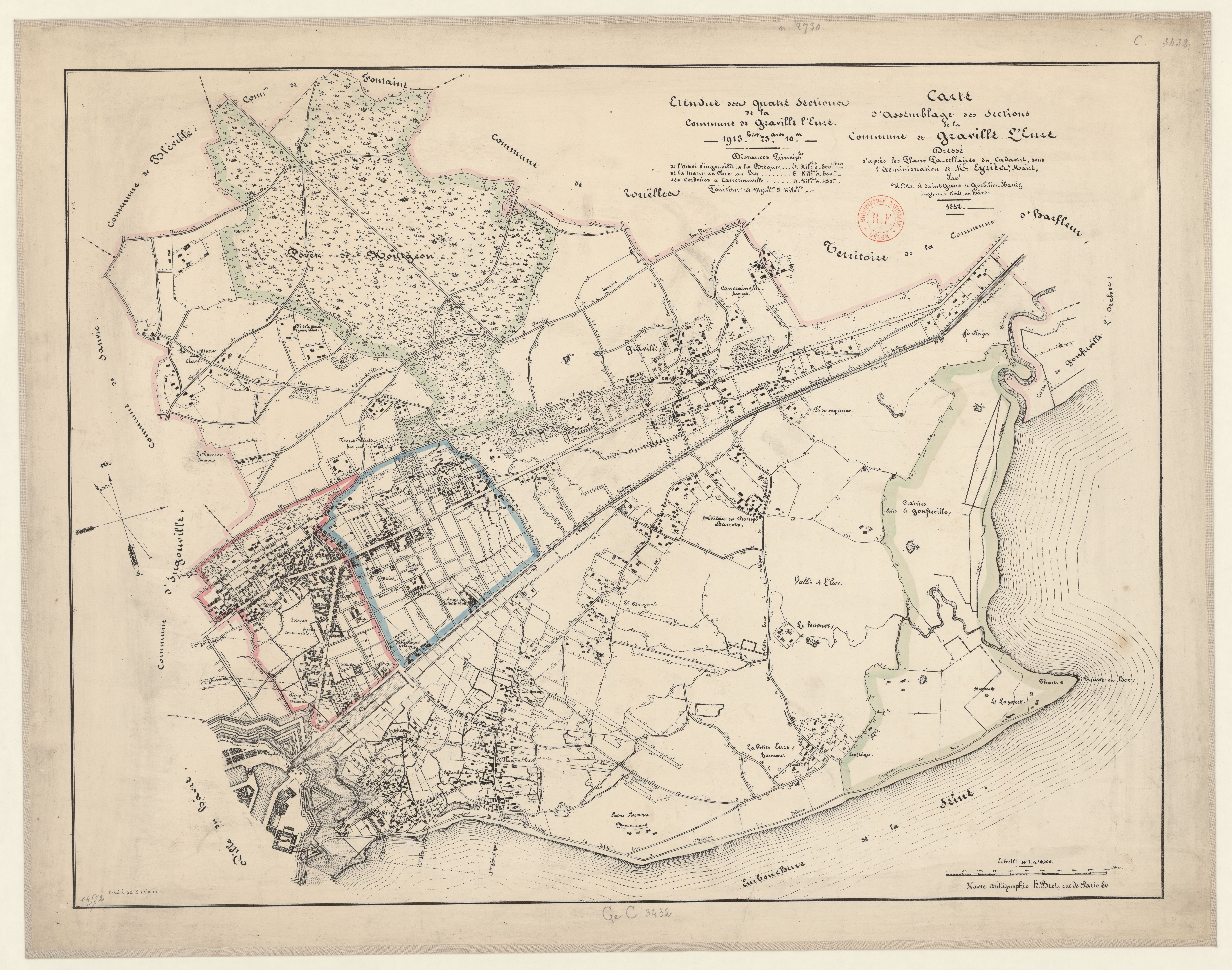
Kaart gemeente Graville-L'Eure, 1913, naar kadasterplannen uit 1842

In de loop van de 19de eeuw en 20ste eeuw vergroeide de plaats met de uitbreidende verstedelijking van Le Havre.

### Verkeer
In de jaren 1840 werd het eerste treinstation van Le Havre geopend op het grondgebied van Graville. In 1882 werd dichter bij het centrum van Graville het spoorstation Le Havre-Graville geopend.

## Bezienswaardigheden
- De Abdij van Graville, met de Église Sainte-Honorine

## Sport
In Graville staan de sportstadions Stade Jules Deschaseaux uit 1932 en het Stade Océane uit 2012.